# 圣热内斯德隆博
圣热内德隆博（法語：Saint-Genès-de-Lombaud）是法国吉伦特省的一个市镇，属于波尔多区（Bordeaux）克雷翁县（Créon）。该市镇总面积6.14平方公里，2009年时的人口为309人。

## 人口
圣热内德隆博人口变化图示